# Ріфенсберг
Ріфенсберг (нім. Riefensberg) — містечко та громада округу Брегенц в землі Форарльберг, Австрія. Ріфенсберг лежить на висоті 781 м над рівнем моря і займає площу 14,85 км². Громада налічує 1024 мешканців. Густота населення 69/км².  
Громада лежить в районі, який носить назву Брегенцький ліс (нім. Bregenzerwald). Неподалік розкинулося Боденське озеро. Населення Форальбергу розмовляє алеманським діалектом німецької мови, а тому ближче до швейцарців, ніж до населення більшої частини Австрії, яке розмовляє баварсько-австрійським діалектом. Основною індустрією Форальбергу є спортивний туризм, і кожен населений пункт має розвинуту інфраструктуру: транспорт, готелі тощо. 
|                                     |
| Ріфенсберг на мапі округу та землі. |

Адреса управління громади: Dorf 157, 6943 Riefensberg. 

## Демографія
Історична динаміка населення міста за даними сайту Statistik Austria